# پائولینا سولز
پائولینا سولز (انگلیسی: Paulina Solís؛ زادهٔ ۱۳ مارس ۱۹۹۶) بازیکن فوتبال اهل مکزیک است.
وی همچنین در تیم‌های ملی فوتبال Mexico women's national under-17 football team, Mexico women's national under-20 football team، و زنان مکزیک بازی کرده‌است.